# Varde
 For alternative betydninger, se Varde (flertydig). (Se også artikler, som begynder med Varde)
Varde er en by i Sydvestjylland med 14.263 indbyggere  (2025). Varde er hovedby for Varde Kommune og hører som den øvrige del af det sydlige Jylland til Region Syddanmark. Man har i Varde valgt at have et større fokus på, at man befinder sig i en kommune, hvor naturen meget alsidig og giver mange muligheder. Bl.a. derfor har man nu udfordret byens motto ”Handelsbyen Varde” og arbejder nu under det fælles motto ”Vi i naturen”.
Byen ligger ca. 18 kilometer nord for Esbjerg, og er beliggende ved Varde Å Den har en bymidte præget af et gammelt købstadsmiljø, hvilket gør den velbesøgt som ferie- og turistby om sommeren, da afstanden til Vesterhavet ikke er stor fra byen. Vardes alder kendes ikke præcist, men nævnes i skriftlige kilder i 1107, og dens egentlige opståen fortaber sig hermed i den tidlige del af Middelalderen.
Fra begyndelsen optræder bynavnet i to forskellige versioner: Warwath og Warwik. Forstavelsen »War-« er identisk for begge ord, og den tolkes som "overdrev", evt. "strand" eller andet "uopdyrket område". Endelserne "-wath" og "-wik" står for begreber som henholdsvis "vadested" og "vig". Forklaringen på de to delvis afvigende udgaver af bynavnet forekommer således helt naturlig, alt afhængig af, om man har betragtet byen fra landjorden eller søsiden.
Som andre ældre byer i Danmark, ligger Varde på et sted, hvor landskabet på forskellig måde begunstiger bosættelse og anden menneskelig aktivitet. Byen er således vokset frem tæt ved en å med bekvem anløbsplads for skibe på et sted, hvor den nord-syd-gående landevejstrafik havde et betydningsfuldt vade- eller overfartssted, der siden er blevet afløst af en bro.

## Historie

### Middelalderen
Varde er en meget gammel by. Navnet forekommer allerede i begyndelsen af det 12. århundrede, da Esge Ebbesøn, bryde af Wartwik, dræbtes af Agi Thuer; i Kong Valdemars Jordebog fra 1231 nævnes Warwith (måske af "var", i betydningen "dæmning", og "with", i betydningen "skov"); navnet gælder dog vist begge steder ikke byen men den borg, som lå på stedet; senere staves navnet Warwyth, Warwid, Wareth, Warthe og Wardhe. Hvornår byen er opstået, og hvornår den er blevet købstad, vides ikke; dog viser kirken, at den i alt fald må være fra det 13. århundrede. Dens ældste kendte privilegier er udstedte af Christoffer af Bayern i 1442 (hvorved han gav Varde tilsvarende privilegier, som han 1440 havde givet Viborg) og disse blev ofte senere stadfæstede, således 1450, 1504, 1549, 1558, 1570, 1588, 1597 og 1606. Stedets første Bebyggelse skyldes formodentlig skibsfarten på åen, der i Middelalderen har været langt mere sejlbar end nu, og byen har i middelalderen og senere utvivlsomt haft en del betydning som handelsstad, lige som den var sædet for høvedsmanden over Vardesyssel og havde en befæstet kongsgård, Vardehus, som lå ved åen vest for byen og beskyttede byen fra søsiden. To voldsteder, som lå på begge sider af åen, betegnes i Resens Atlas som slottets skanser og omtales også i Danske Atlas, men er senere forsvundne. Borgen har været meget gammel. Den ovennævnte Esge Ebbesøn har vel været høvedsmand der i begyndelsen af det 12. århundrede. Fra Valdemar Sejrs tid var den og lenet i tysk besiddelse, og da dronning Margrete indløste den, pantsatte hun den til Henneke Limbek; efter, at han var falden i 1404, kom den tilbage til Kronen; i 1433 nævnes Henrik Rantzow på Vardehus. Ifølge en præsteindberetning fra 1638 blev borgen ødelagt den 2. april 1439 under et bondeoprør.
Den blev aldrig mere opført, men dens ladegård, hvis jorder kaldtes "Kongsgaardsmarken" (senere blot "Gaardsmarken"), bestod som egen ejendom til op i det 17. århundrede.
Byen havde også i middelalderen foruden Sankt Jacobi Kirke (også: Sankt Ibs Kirke) en anden kirke, Sankt Nicolai Kirke (også: Sankt Nilaus Kirke), som allerede nævnes ca. 1340, og som lå noget vest for Storegade (gadenavnene Nicolaigade og Nicolaikirkegade minder om den). Det var en toskibet bygning uden kor, men med tårn mod syd. Ved kongeligt brev af 21. marts 1537 bestemtes det, at da borgerne under Grevens Fejde var blevne så forarmede, at de ikke kunde holde to sognekirker vedlige eller underholde mere end een sognepræst, måtte de nedbryde Sankt Nilaus Kirke og lægge sognet til Sankt Ibs. Men bestemmelsen kom dog ikke til udførelse, heller ikke efter at kirken var ødelagt i 1551 ved brand og det i kongeligt brev af 11. juni 1551 var tilrådet at nedbryde den og bruge materialerne til at istandsætte den også ved brand ødelagte Sankt Ibs Kirke, og der vedblev således at være to sognepræster, indtil der i 1732 kom een sognepræst med en kapellan. Desuden har der ifølge præsteindberetningen fra 1638 nord for byen ligget et kapel, som endnu efter reformationen benyttedes til begravelser, og af hvilket der endnu 1638 sås rester.
Det vides, at Erik af Pommern holdt retterting i byen i 1396 og 1406.

### Renæssancen
Under reformationen var Niels Andersen Svansø (død 1555) præst her og var vist nok en af de ivrigste for dens indførelse. I Grevens Fejde, da skipper Herman, en tilhænger af skipper Klement, blev overrumplet her i 1534 af Johan Rantzau og dræbt, led byen som tidligere nævnt meget. Byens vigtigste udførsel var vel stude, som udførtes over Kolding og Ribe.
Byens tilbagegang begyndte vistnok med ildebranden 3. pinsedag 1551, da en stor del af den tillige med begge kirker gik op i luer; byen led så stor skade, at Kronen måtte tilstå den lettelser, og endnu i 1573 fik den sådanne på grund af "Armod og foregaaende Aars Besværinger"; St. Dionysii Dag 1590 brændte atter den bedste del af byen tillige med østenden af Sankt Jacobi Kirke. Dertil kom åens tilsanding og det 17. århundredes tre krige, under hvilke den var besat af fjender og venner og led meget, navnlig i krigene 1643-45 og 1657-60, samt pesten under den sidste krig.
Byen har haft en latinskole (nævnt 1542), der nedlagdes i 1739. Skolen, der afbrændte 1551 og først var genopbygget 1560, lå bagved Sankt Jacobi Kirke; efter nedlæggelsen var bygningen bolig for kordegnen.

### Under enevælden
I 1672 havde byen 569 indbyggere. Et bevis på byens tidligere betydning som handelsstad er, at den hørte til de 7 købstæder i Jylland, som ifølge forordningen af 28. januar 1682 måtte drive udenlandsk handel, lige som den da beholdt borgmester og råd (først ved reskript af 1752 bestemtes det, at den kun skulle have en byfoged og en byskriver), men 1682 var allerede dens gode tid for længst forbi. I det 18. århundrede var forholdene i Varde som alle steder sørgelige. Da Danske Atlas udkom, havde byen ingen skibe, og sejladsen var så godt som ophørt, "efterdi Rivieren fra Vestersøen op til Byen er bleven her og der af Sand saa tilstoppet, at der nu alene smaa Baade kan gaa igennem lige til Byen, da store Baade eller smaa Pramme ikke kan komme nærmere end til Janderup". I 1769 var der 690 indbyggere. Den sydlige del af byen brændte i 1777, den nordlige del brændte den 14. juni 1821.
Det ene af de to årlige landemoder for Ribe Stift holdtes fra 1618 til langt op i det 18. århundrede i Varde.
Byen har haft 4 Porte: Nørre-, Øster-, Sønder- og Vesterport.
I 1788 indgav en del borgere ansøgning om, at Nicolai Kirke måtte nedlægges, men først efter et kirkesyn i 1805, da begge kirker viste sig meget forfaldne, blev det ved resolution af 1806 befalet at nedbryde den, hvilket skete i 1809. Dog stod der endnu rester af den ved branden i 1821.

### Den tidlige industrialisering
Varde havde omkring 1900 årlig følgende markeder, 1 i februar, 2 i marts, 1 i april, 1 i maj, 1 i juni, 1 i august, 1 i september, 1 i oktober og 1 i november.
Af fabrikker og industrielle anlæg havde byen omkring midten af 1800-tallet: 1 chokoladefabrik, 1 uldspinderi, 2 lysestøberier, 4 sømfabrikker, 3 kalkbrænderier, 7 farverier, 2 bomuldsvæverier, 4 tobaksfabrikker, 2 garverier, 1 ølbryggeri, 1 jernstøberi, 16 kartoffelmelsfabrikker, 2 dampbrænderier og 1 bogtrykkeri . Af fabrikker og industrier havde byen i 1872: 1 chokoladefabrik, 2 garverier, 4 tobaksfabrikker, 1 uldspinderi, 1 jernstøberi, desuden 2 bogtrykkerier. Af fabrikker og industrielle anlæg havde byen omkring århundredeskiftet: Varde Bayersk- og Hvidtølsbryggeri, forbundet med sodavandsfabrikken "Vestjylland" (10 arbejdere); et jerntrådsspinderi (aktieselskab, oprettet 1897, aktiekapital 50.000 Kr.; 10 arbejdere); Varde Uldspinderi og Klædefabrik (aktieselskab fra 1900; aktiekapital 20.000 Kr.; 10 arbejdere); C. Lunds Savværk (bødkerarbejde, 40 arbejdere); Varde Andelssvineslagteri; 2 bogtrykkerier.
I Varde blev udgivet 3 aviser: "Ribe Amtstidende" og "Vestjyllands Dagblad" ("Vestjyllands Socialdemokrat" og "Varde Folkeblad" blev udgivet i Esbjerg).
Vardes befolkning var stigende i slutningen af 1800-tallet og begyndelsen af 1900-tallet: 1.774 i 1850, 1.855 i 1855, 2.103 i 1860, 2.562 i 1870, 3.497 i 1880, 4.167 i 1890, 4.611 i 1901, 4.696 i 1906 og 4.816 i 1911.
Efter næringsveje fordeltes folkemængden 1890 i følgende grupper, omfattende både forsørgere og forsørgede: 626 levede af immateriel virksomhed, 1.595 af håndværk og industri, 891 af handel, 394 af jordbrug, 37 af fiskeri, 474 af forskellig daglejervirksomhed, 118 af deres midler, 23 nød almisse, og 9 sad i fængsel. Ifølge en opgørelse i 1906 var indbyggertallet 4.696, heraf ernærede 346 sig ved immateriel virksomhed, 491 ved landbrug, skovbrug og mejeridrift, 15 ved fiskeri, 2.053 ved håndværk og industri, 874 ved handel med mere, 482 ved samfærdsel, 204 var aftægtsfolk, 113 levede af offentlig understøttelse og 118 af anden eller uangiven virksomhed. I samtidens vurdering havde både Esbjergs og de nye stationsbyers opkomst i nogen grad skadet byens næringsliv.

### Mellemkrigstiden
Gennem mellemkrigstiden var Vardes indbyggertal voksende: i 1916 4.799, i 1921 5.261, i 1925 5.817, i 1930 6.514, i 1935 6.869, i 1940 7.044 indbyggere. Nogen forstadsudvikling fandt ikke sted.
Ved folketællingen i 1930 havde Varde 6.514 indbyggere, heraf ernærede 420 sig ved immateriel virksomhed, 2.635 ved håndværk og industri, 916 ved handel mm, 603 ved samfærdsel, 751 ved landbrug, skovbrug og fiskeri, 506 ved husgerning, 628 var ude af erhverv og 55 havde ikke oplyst indkomstkilde.

### Efterkrigstiden
Efter 2. verdenskrig fortsatte Varde sin befolkningsvækst. I 1945 boede der 8.118 indbyggere i købstaden, i 1950 8.290 indbyggere, i 1955 9.135 indbyggere, i 1960 9.577 indbyggere og i 1965 11.161 indbyggere. I Varde Landsogn fremvoksede en ny forstadsbebyggelse, der dog kort efter blev indlemmet i købstaden ved en kommunesammenlægning.
| År                       | 1945  | 1950  | 1955  | 1960  | 1965   |
| ------------------------ | ----- | ----- | ----- | ----- | ------ |
| Varde købstad            | 8.118 | 8.290 | 9.135 | 9.577 | 11.161 |
| Forstad i Varde Landsogn | -     | -     | -     | 134   | -      |
| Varde med forstæder      | 8.118 | 8.290 | 9.135 | 9.711 | 11.161 |

Som følge af Esbjergs hastige byudvikling blev der nedsat et byudviklingsudvalg, som udarbejdede en byudviklingsplan for Esbjerg-Varde, som tillige omfattende både købstæderne og flere landkommuner. Varde kommuneplan fra 1963 forudsatte udlæggelsen af nye boligområder, især norvest for byen, og nye industriområder, især syd for Varde Å.

## Byvåben
Vardes købstadssegl er Danmarks ældste byvåben. Det forestiller et blåt skjold med en gående guldleopard (et fabeldyr) med rød tunge. Det ligner mest en løve, men guldleopard er den officielle betegnelse.

## Varde Torv
- Det gamle rådhus. Til venstre indgangen til Varde Bibliotek.
- Sankt Jacobi Kirke set fra Torvet
- Silasens Hus
- Statue af Frederik 7. nær hjørnet af rådhuset

Ved Torvet findes bl.a. Sct. Jacobi Kirke fra 1100-tallet, det fredede Silasens Hus fra 1797, det gamle rådhus fra 1872 og Den Schultzke Gård.
Der har været kreaturmarked på torvet omkring år 1900, og i en periode midt i 1900-tallet rutebilstation. Torvet benyttes nu til ugentlige markedsdage med fødevarer og blomster, og andre arrangementer.
Torvet fik en ny belægning i 2003. Landskabsarkitekt Charlotte Horn har ladet sig inspirere af Varde Å og Vardemuslingen med den sorte perle i udformningen af torvet. Foran rådhuset ligger i et bassin med vand, en stor, rund og sort sten, der symboliserer Varde-perlen. Herfra forløber et stykke af Varde Å hen over torvet i mindre udgave.
Varde Biblioteks webcam viser livet på Varde Torv. Der tages billeder døgnet rundt.

## Varde Kommune
Den nuværende Varde Kommune blev til i 2007 i forbindelse med kommunalreformen, hvor Gl. Varde Kommune blev sammenlagt med de daværende Blaabjerg Kommune, Blåvandshuk Kommune, Helle Kommune og Ølgod Kommune, hvilket skabte Danmarks 5 største kommune målt på areal med 1240,1 km2.
Varde er hovedby i Varde Kommune og er med sine 13.771 indbyggere kommunens største by, efterfulgt af Ølgod og Oksbøl med henholdsvis 3853 og 2852 indbyggere. Samlet set er der 50.122 indbyggere med fast bopæl i Varde kommune, der i ferieperioder suppleres med adskillige tusinde turister, som får Varde Kommunes kystbyer, herunder specielt Blåvand(Oksby), Henne Strand og Vejers Strand, til at vokse til mange gange deres egentlige størrelse.
Varde Kommune har til huse på Bytoften 2, i det nye rådhus, åbnet 2015. Ved åbningen af kommunens nye rådhus modtog man, efter bestilling, et digt og tre billeder, under titlen ”Sonate for sol” fra kunstner Hans Tyrrestrup. Kunstværket pryder nu rådhusets mødesal.

## Seværdigheder og Attraktioner
- Museum Frello
- Minibyen i Arnbjergparken er en miniatureudgave af Varde anno 1866 i størrelsesforholdet 1-10, som bliver til med hjælp fra 12 frivillige ”minimurere,” hvis arbejde med de små huse kan ses fra maj til oktober.
- Varde Sommerspil afholdes af 7-kanten og vises hver sommer på friluftsscenen i Arnbjergparken.

## Kunst og Bygningsstil
- Otto William Frello[29] - død 2015, lokal kunstner med permanent udstilling på Museum Frello[30]. Frello er kendt for sine surreelle, men samtidig meget realistiske og detaljerige malerier.
- Varde klassicisme[31] - da Varde udsættes for flere store brande er mange huse bygget sidst i 1700 tallet og starten af 1800 tallet, bl.a. Silasens Hus på Varde torv og den Kampmannske Gaard. Klassicismen foreskrev, at murene skulle pudses op, hvilket man ikke gjorde i Varde, da man lige havde fundet ud af, hvordan man kunne producere mange røde teglsten. I stedet fremhævede man forskellige detaljer. Resultatet var røde mure, røde tegltag, men med en del hvide detaljer.

## Uddannelse

### Ungdomsuddannelser
- Varde Gymnasium tilbyder to uddannelser:
  - stx
  - hf
- Varde Handelsskole udbyder tre uddannelser:
  - hhx
  - eux
  - eud[32]

eux

### Skoler i Varde
- Brorsonskolen
- Lykkesgårdskolen
- Sct. Jacobi Skole
- Sct. Jacobi Skole (gammel)
- Den endnu ikke færdigopførte skole: "Frelloskolen", som skal afløse det nuværende Brorsonskolen. For øvrigt er den opkaldt efter maleren Otto Frello.

## Erhverv
Vardes erhverv kan et stykke hen ad vejen inddeles i 5 søjler, hvor 4 kategorier ifølge ”Kontur 2014” ligger over landsgennemsnittet. Herunder findes fødevarer, møbler/beklædning, turisme og bygge/bolig.
1. De store – Under Vardes kommunes større virksomheder findes bl.a. Nobia, som blandt andet omfatter køkkenmærkerne HTH og Invita og som har op mod 2000 medarbejdere i Danmark. BoConcept, møbel- og accessoriesproducent. Den danske produktion er samlet i Ølgod. Fibervisions, som er global leder i bikomponente fibre til alt fra fiberplader til teposer. Titan Europe, producent af turbinetårne, underleverandør til Titan Wind Energy.
2. Gastronomi – I forbindelse med forretningsudvikling af projekt ”Naturen til bords” har man i Sydvestjylland skabt interessefællesskabet Sydvestjyske Smagsoplevelser[34], til videreførelse og fremme af projektet efter udgivelse af bogen ”Naturen til bords.” Interessenter i denne henseende bl.a. Varde ådal lam, Hr. Skov i Blåvand, Henne Kirkeby kro, NaturKulturVarde[35] og mange flere.
3. Forsvaret – Forsvaret har tre kaserner/lejre[36] i Varde Kommune: Varde Kaserne, Oksbøllejren og Nymindegablejren. I forbindelse med forsvarsforliget 2013 blev Hærens Sergentskole flyttet fra Sønderborg til Varde, hvormed nu Hærens Sergentskole, Hærens Efterretningscenter og Hærens Kamp- og Ildstøttecenter har hjemme i Varde Kommune. Derudover har Hjemmeværnsskolen også en afdeling i Varde Kommune.

## Transport og infrastruktur

### Bil
Størstedelen af trafikken til og fra Varde foregår ad primærrute 11, som går fra Tønder over Varde og videre op ad vestkysten hele vejen til Aalborg. Primærrute 11 krydser med E20(Esbjergmotorvejen) ved Korskro, hvorfra der er 10 km til Varde via primærrute 11.

### Tog
Der er mulighed for at nå Varde med tog via Esbjerg og Skjern. Derudover kører der tog mellem Varde og Nørre Nebel.
Varde har 6 stationer, hvoraf den største er Varde station med 104.743 påstigninger i 2021, efterfulgt af Varde Vest med 40.583, Varde Nord med 14.908, Varde Kaserne med 10.800, Frisvadvej med 9.868 og Boulevarden med 2.351.
Varde Kaserne station og Varde station har både tog mellem Esbjerg og Skjern og mellem Esbjerg og Nørre Nebel, mens Frisvadvej station, Varde Vest station og Boulevarden station kun har tog mellem Esbjerg og Nørre Nebel, og Varde Nord kun har tog mellem Esbjerg og Skjern.

### Cykel[38]
De senere år har man i Varde Kommune udvidet nettet af cykelstier betragteligt, i stor grad med goodwill fra jordejere i kommunen, hvorved man bl.a. har haft mulighed for at bygge ca. 20 km cykelsti fra Varde til Nørre Nebel og ca. 10 km fra Varde til Næsbjerg. Udover dette var der i forvejen ca. 25 km cykelsti fra Varde til Blåvand og små 20 km cykelsti mellem Varde og Esbjerg.
-Bl.a. dette blev i 2014 honoreret af Cyklistforbundet, som valgte Varde som ”Årets Cykelkommune,” en pris som uddeles hvert år til en kommune, der prioriterer cyklisternes forhold og som kan fremvise en flerårig strategi på området.

## Festivaler og årlige arrangementer i Varde
- Open Air Varde.[40]
- Varde Sommerspil (7-kanten).[41]
- Skovens-, Åens-, Søens-, Havets dag.
- Krondyrsfestival
- Ravfestival
- Lammefestival
- Vadehavsfestival
- Varde Nisse-Tri
- Yderligere arrangementer kan ses på "Det sker i Varde Kommune"[42] og Kultunaut[43]

## Assorteret om Varde

### Biblioteker i Varde Kommune
- Varde Bibliotek
- Ølgod Bibliotek
- Oksbøl Bibliotek
- Nr. Nebel Bibliotek
- Outrup Bibliotek
- Agerbæk Bibliotek

### Personer fra Varde
- Johannes Nicolaus Brønsted, kemiker
- Peder Oluf Pedersen, ingeniør, opfinder og fysiker samt direktør og rektor for Den Polytekniske Læreanstalt (født i Sig)
- Christen Lyngbo, maler (født i Øster Vrøgum)
- Otto Frello, maler (født i Outrup)
- Jakob Poulsen, fodboldspiller (Næsbjerg)
- Margrethe Vestager, politiker (Ølgod)

### Venskabsbyer
- Finland: Salo
- Norge: Levanger
- Sverige: Kramfors

### Billeder fra Varde
- Kirkepladsen
- Otto Frellos Plads
- Kong Svends Plads
- Kirkens Hus
- Lundvej 4C